# Марино (заказник)
Ма́рино — лісовий заказник місцевого значення в Україні. Об'єкт природно-заповідного фонду Івано-Франківської області. 
Розташований у межах Долинського району Івано-Франківської області, на південний захід від села Лужки. 
Площа 763 га. Статус присвоєно згідно з рішенням обласної ради від 28.12.1999 року № 237-11/99. Перебуває у віданні ДП «Болехівський держлісгосп» (Церківнянське л-во, кв. 37—39, 43—47). 
Статус присвоєно для збереження частини лісового масиву з унікальними для регіону насадженнями, серед яких: бук, смерека, ялиця. Зростає багато рідкісних та реліктових видів: арніка гірська, осока скельна, тирлич жовтий, цибуля ведмежа, аконіт строкатий. 
Територія заказника розташована на схилах гір масиву Сколівські Бескиди, на висоті від 725 до 1225 м над р. м. 